# Andorre aux Jeux olympiques
Andorre participe aux Jeux olympiques depuis 1976.

## Bilan général
Après 2018, Andorre n'a pas encore gagné la moindre médaille olympique, ni aux Jeux d'été ni aux Jeux d'hiver.
Andorre n'a jamais été pays organisateur des Jeux olympiques.

### Par année
| Année | Médaille d'or, Jeux olympiques | Médaille d'argent, Jeux olympiques | Médaille de bronze, Jeux olympiques | Total | Rang | Athlètes |
| 1976  | 0                              | 0                                  | 0                                   | 0     | n.c  | 3        |
| 1980  | 0                              | 0                                  | 0                                   | 0     | n.c  | 2        |
| 1984  | 0                              | 0                                  | 0                                   | 0     | n.c  | 2        |
| 1988  | 0                              | 0                                  | 0                                   | 0     | n.c  | 3        |
| 1992  | 0                              | 0                                  | 0                                   | 0     | n.c  | 8        |
| 1996  | 0                              | 0                                  | 0                                   | 0     | n.c  | 8        |
| 2000  | 0                              | 0                                  | 0                                   | 0     | n.c  | 5        |
| 2004  | 0                              | 0                                  | 0                                   | 0     | n.c  | 6        |
| 2008  | 0                              | 0                                  | 0                                   | 0     | n.c  | 5        |
| 2012  | 0                              | 0                                  | 0                                   | 0     | n.c  | 6        |
| Total | 0                              | 0                                  | 0                                   | 0     | n.c  | 48       |

| Année | Médaille d'or, Jeux olympiques | Médaille d'argent, Jeux olympiques | Médaille de bronze, Jeux olympiques | Total | Rang | Athlètes |
| 1976  | 0                              | 0                                  | 0                                   | 0     | n.c  | 5        |
| 1980  | 0                              | 0                                  | 0                                   | 0     | n.c  | 3        |
| 1984  | 0                              | 0                                  | 0                                   | 0     | n.c  | 2        |
| 1988  | 0                              | 0                                  | 0                                   | 0     | n.c  | 4        |
| 1992  | 0                              | 0                                  | 0                                   | 0     | n.c  | 5        |
| 1994  | 0                              | 0                                  | 0                                   | 0     | n.c  | 6        |
| 1998  | 0                              | 0                                  | 0                                   | 0     | n.c  | 3        |
| 2002  | 0                              | 0                                  | 0                                   | 0     | n.c  | 3        |
| 2006  | 0                              | 0                                  | 0                                   | 0     | n.c  | 3        |
| 2010  | 0                              | 0                                  | 0                                   | 0     | n.c  | 6        |
| Total | 0                              | 0                                  | 0                                   | 0     | n.c  | 40       |

### Par sport
| Place | Sport | Médaille d'or, Jeux olympiques | Médaille d'argent, Jeux olympiques | Médaille de bronze, Jeux olympiques | Total |
| Total | Total | 0                              | 0                                  | 0                                   | 0     |

| Place | Sport | Médaille d'or, Jeux olympiques | Médaille d'argent, Jeux olympiques | Médaille de bronze, Jeux olympiques | Total |
| Total | Total | 0                              | 0                                  | 0                                   | 0     |

## Porte-drapeau andorran
Les Jeux olympiques de 1920 sont marqués par la première apparition du drapeau olympique et par le premier serment olympique.
Liste des porte-drapeau andorrans conduisant la délégation andorrane lors des cérémonies d'ouverture des Jeux olympiques d'été et d'hiver:
| Jeux             | Porte-drapeau                      | Sport                    |
| ---------------- | ---------------------------------- | ------------------------ |
| Montreal 1976    | Esteve Dolsa                       | Tir                      |
| Moscou 1980      | -                                  | -                        |
| Los Angeles 1984 | Joan Tomas                         | Tir                      |
| Séoul 1988       | -                                  | -                        |
| Barcelone 1992   | Maggy Moreno                       | Athlétisme               |
| Atlanta 1996     | Aitor Osorio                       | Natation                 |
| Sydney 2000      | Toni Bernadó                       | Athlétisme               |
| Athènes 2004     | Hocine Haciane                     | Natation                 |
| Pékin 2008       | Montserrat Garcia Riberaygua       | Canoé-kayak              |
| Londres 2012     | Joan Tomas                         | Tir                      |
| Rio 2016         | Laura Sallés                       | Judo                     |
| Tokyo 2020       | Pol Moya & Monica Doria Villarubla | Athlétisme & Canoế-kayak |

| Jeux                | Porte-drapeau           | Sport       |
| ------------------- | ----------------------- | ----------- |
| Innsbruck 1976      | -                       | -           |
| Lake Placid 1980    | Carlos Font             | Ski alpin   |
| Sarajevo 1984       | -                       | -           |
| Calgary 1988        | Claudina Rossel         | Ski alpin   |
| Albertville 1992    | -                       | -           |
| Lillehammer 1994    | Vicky Grau              | Ski alpin   |
| Nagano 1998         | Victor Gómez            | Ski alpin   |
| Salt Lake City 2002 | Victor Gómez            | Ski alpin   |
| Turin 2006          | Alex Antor              | Ski alpin   |
| Vancouver 2010      | Lluis Marin Tarroch     | Snowboard   |
| Sotchi 2014         | Mireia Gutierrez        | Ski alpin   |
| Pyeongchang 2018    | Irineu Esteve Altimiras | Ski de fond |
| Pékin 2022          | Maeva Estevez           | Snowboard   |